# José Villalonga
José Villalonga Llorente (Cordova, 12 dicembre 1919 – Cordova, 7 agosto 1973) è stato un allenatore di calcio spagnolo.

## Carriera

### Real Madrid e Atletico Madrid
Intraprese la carriera da tecnico durante la stagione 1954-1955 al Real Madrid, con cui vinse subito la Liga Spagnola e la Coppa Latina. Nei due anni successivi, portò le merengues alla conquista delle prime 2 Coppe dei Campioni della loro storia battendo in finale lo Stade Reims (1956) e la Fiorentina (1957).
Nello stesso anno rivinse anche il Campionato e la Coppa Latina e, dopo due anni di pausa, passò ad allenare l'Atlético Madrid vincendo in 3 stagioni 2 Coppe del Generalísimo (1960, 1961) e 1 Coppa delle Coppe (1962), quest'ultima dopo aver sconfitto in finale ancora la Fiorentina, vincitrice della prima edizione.

### Nazionale spagnola
Dal 1962 al 1966 fu anche CT della Spagna e nel 1964 portò le furie rosse sul trono d'Europa vincendo il Campionato europeo di calcio 1964 giocato in casa; si tratta del primo trofeo vinto dal calcio spagnolo a livello di nazionale A.
Dopo il Mondiale 1966, in cui la Spagna uscì al primo turno, Villalonga lasciò la panchina della nazionale e smise di allenare.
Morì a Cordova il 7 agosto 1973 all'età di 53 anni (ne avrebbe compiuti 54 il 12 dicembre).

## Statistiche da allenatore

### Club
In grassetto le competizioni vinte.
| Stagione               | Squadra                | Campionato             | Campionato | Campionato | Campionato | Campionato | Coppe nazionali | Coppe nazionali | Coppe nazionali | Coppe nazionali | Coppe nazionali | Coppe continentali | Coppe continentali | Coppe continentali | Coppe continentali | Coppe continentali | Altre coppe | Altre coppe | Altre coppe | Altre coppe | Altre coppe | Totale | Totale | Totale | Totale | Vittorie % | Piazzamento |
| Stagione               | Squadra                | Comp                   | G          | V          | N          | P          | Comp            | G               | V               | N               | P               | Comp               | G                  | V                  | N                  | P                  | Comp        | G           | V           | N           | P           | G      | V      | N      | P      | %          | Piazzamento |
| ---------------------- | ---------------------- | ---------------------- | ---------- | ---------- | ---------- | ---------- | --------------- | --------------- | --------------- | --------------- | --------------- | ------------------ | ------------------ | ------------------ | ------------------ | ------------------ | ----------- | ----------- | ----------- | ----------- | ----------- | ------ | ------ | ------ | ------ | ---------- | ----------- |
| dic. 1954-1955         | Real Madrid            | PD                     | 17         | 11         | 4          | 2          | CG              | 4               | 1               | 1               | 2               | -                  | -                  | -                  | -                  | -                  | CL          | 2           | 2           | 0           | 0           | 23     | 14     | 5      | 4      | 60,87      | 1º          |
| 1955-1956              | Real Madrid            | PD                     | 30         | 18         | 2          | 10         | CG              | 6               | 4               | 1               | 1               | CC                 | 7                  | 5                  | 0                  | 2                  | PCM         | 6           | 4           | 1           | 1           | 49     | 31     | 4      | 14     | 63,27      | 3º          |
| 1956-1957              | Real Madrid            | PD                     | 30         | 20         | 4          | 6          | CG              | 4               | 2               | 1               | 1               | CC                 | 8                  | 6                  | 1                  | 1                  | CL          | 2           | 2           | 0           | 0           | 44     | 30     | 6      | 8      | 68,18      | 1º          |
| Totale Real Madrid     | Totale Real Madrid     | Totale Real Madrid     | 77         | 49         | 10         | 18         |                 | 14              | 7               | 3               | 4               |                    | 15                 | 11                 | 1                  | 3                  |             | 10          | 8           | 1           | 1           | 116    | 75     | 15     | 26     | 64,66      |             |
| ott. 1959-1960         | Atlético Madrid        | PD                     | 24         | 12         | 3          | 9          | CG              | 9               | 8               | 0               | 1               | -                  | -                  | -                  | -                  | -                  | -           | -           | -           | -           | -           | 33     | 20     | 3      | 10     | 60,61      | 5º          |
| 1960-1961              | Atlético Madrid        | PD                     | 30         | 17         | 6          | 7          | CG              | 10              | 7               | 1               | 2               | -                  | -                  | -                  | -                  | -                  | -           | -           | -           | -           | -           | 40     | 24     | 7      | 9      | 60,00      | 2º          |
| 1961-1962              | Atlético Madrid        | PD                     | 30         | 15         | 6          | 9          | CG              | 3               | 1               | 0               | 2               | CdC                | 10                 | 7                  | 3                  | 0                  | -           | -           | -           | -           | -           | 43     | 23     | 9      | 11     | 53,49      | 3º          |
| Totale Atlético Madrid | Totale Atlético Madrid | Totale Atlético Madrid | 84         | 44         | 15         | 25         |                 | 22              | 16              | 1               | 5               |                    | 10                 | 7                  | 3                  | 0                  |             | -           | -           | -           | -           | 116    | 67     | 19     | 30     | 57,76      |             |
| Totale carriera        | Totale carriera        | Totale carriera        | 161        | 93         | 25         | 43         |                 | 36              | 23              | 4               | 9               |                    | 25                 | 18                 | 4                  | 3                  |             | 10          | 8           | 1           | 1           | 232    | 142    | 34     | 56     | 61,21      |             |

## Palmarès

### Club

#### Competizioni nazionali
- Campionato spagnolo: 2

Real Madrid: 1954-1955, 1956-1957
- Coppa di Spagna: 2

Atletico Madrid: 1959-1960, 1960-1961

#### Competizioni internazionali
- Coppa dei Campioni: 2

Real Madrid: 1955-56, 1956-57
- Coppa delle Coppe: 1

Atletico Madrid: 1961-62
- Coppa Latina: 2

Real Madrid: 1955, 1957

#### Non ufficiale
- Pequeña Copa del Mundo: 1

Real Madrid: 1956

### Nazionale
- Campionato d'Europa: 1

Spagna: 1964